# 争奪
| ウィキペディアには「争奪」という見出しの百科事典記事はありません（タイトルに「争奪」を含むページの一覧/「争奪」で始まるページの一覧）。 代わりにウィクショナリーのページ「争奪」が役に立つかもしれません。 |